# Passeport hondurien
Le passeport hondurien est un document de voyage international délivré aux ressortissants hondurien, et qui peut aussi servir de preuve de la citoyenneté hondurienne. 